# 红嘴钩嘴鹛
红嘴钩嘴鹛（学名：Pomatorhinus ferruginosus），是画眉科钩嘴鹛属的一种，分布于不丹、老挝、中国大陆、越南、印度、泰国、缅甸和尼泊尔。该物种的保护状况被评为无危。
红嘴钩嘴鹛的平均体重约为40.0克。栖息地包括亚热带或热带的湿润低地林和亚热带或热带的湿润山地林，一般栖息于茂密的树木以及灌木丛及矮竹丛间。该物种的模式产地在印度Darjeeling。

## 亚种
- 红嘴钩嘴鹛指名亚种（学名：Pomatorhinus ferruginosus ferruginosus）。在中国大陆，分布于西藏等地。该物种的模式产地在印度Darjeeling。[3]
- 红嘴钩嘴鹛滇南亚种（学名：Pomatorhinus ferruginosus orientalis）。在中国大陆，分布于云南等地。该物种的模式产地在越南北部的TamDao。[4]